# Tone Wieten
Tone Wieten (Ámsterdam, 17 de marzo de 1994) es un deportista neerlandés que compite en remo.
Participó en tres Juegos Olímpicos de Verano, obteniendo tres medallas, plata en Río de Janeiro 2016 (ocho con timonel), oro en Tokio 2020 (cuatro scull) y oro en París 2024 (cuatro scull).
Ganó tres medallas en el Campeonato Mundial de Remo entre los años 2015 y 2023, y cinco medallas en el Campeonato Europeo de Remo entre los años 2017 y 2023.

## Palmarés internacional
| Juegos Olímpicos   | Juegos Olímpicos         | Juegos Olímpicos  | Juegos Olímpicos |
| Año                | Lugar                    | Medalla           | Prueba           |
| ------------------ | ------------------------ | ----------------- | ---------------- |
| 2016               | Río de Janeiro (Brasil)  | Medalla de plata  | Ocho con timonel |
| 2020               | Tokio (Japón)            | Medalla de oro    | Cuatro scull     |
| 2024               | París (Francia)          | Medalla de oro    | Cuatro scull     |
| Campeonato Mundial |                          |                   |                  |
| Año                | Lugar                    | Medalla           | Prueba           |
| 2015               | Aiguebelette (Francia)   | Medalla de bronce | Ocho con timonel |
| 2019               | Ottensheim (Austria)     | Medalla de oro    | Cuatro scull     |
| 2023               | Belgrado (Serbia)        | Medalla de oro    | Cuatro scull     |
| Campeonato Europeo |                          |                   |                  |
| Año                | Lugar                    | Medalla           | Prueba           |
| 2017               | Račice (República Checa) | Medalla de bronce | Ocho con timonel |
| 2019               | Lucerna (Suiza)          | Medalla de oro    | Cuatro scull     |
| 2020               | Poznań (Polonia)         | Medalla de oro    | Cuatro scull     |
| 2021               | Varese (Italia)          | Medalla de plata  | Cuatro scull     |
| 2023               | Bled (Eslovenia)         | Medalla de plata  | Cuatro scull     |